# Temelucha decorata
Temelucha decorata är en stekelart som först beskrevs av Johann Ludwig Christian Gravenhorst 1829.  Temelucha decorata ingår i släktet Temelucha och familjen brokparasitsteklar. Arten är reproducerande i Sverige. Inga underarter finns listade i Catalogue of Life.